# Samir Khan
Samir ibn Zafar Khan (* 25. Dezember 1985 in Riad, Saudi-Arabien; † 30. September 2011 im Gouvernement al-Dschauf), ein pakistanisch-amerikanischer Doppelbürger, war Redakteur und Herausgeber des durch al-Qaida auf der arabischen Halbinsel (AQAP) publizierten englischsprachigen Online-Magazins Inspire. Er fiel einem US-Drohnenangriff im Nordjemen zum Opfer.

## Leben
Khan wurde in Riad, Saudi-Arabien als Sohn pakistanischer Eltern geboren und wuchs in Queens, New York auf. Einige seiner Jugendjahre verbrachte er in Westbury, New York. Er graduierte 2003 an der W. Tresper Clarke High School, wo er sich bei der Schülerzeitung, den Cheerleaders sowie im Glee-Chor aktiv betätigte. Gemäß seinen Klassenkameraden verweigerte er das Aufsagen des Treuegelöbnisses und gab Amerika die Schuld an den Terroranschlägen vom  11. September 2001. 2004 zog die Familie nach Charlotte, North Carolina. Khan lebte dort, bis er das Land 2009 Richtung Jemen verließ.

## Aktivitäten
2003 eröffnete Khan einen Blog mit dem Titel InshallahShaheed („Märtyrer, so Gott will“). Nach seiner Auswanderung in den Jemen wurde er Herausgeber des Online-Magazins Inspire. In einem von ihm verfassten Artikel mit dem Titel „Ich bin stolz, ein Verräter Amerikas zu sein“ erläuterte Khan seinen Missmut gegenüber den USA. Gemäß Ben Venzke, CEO von IntelCenter, liege das Primärziel des Magazins nicht darin, Einzelpersonen dazu zu inspirieren, in den Jemen zu fliegen und sich der Gruppe anzuschließen, sondern eher in der Inspiration, dem ideologischen Grundgerüst, der Philosophie sowie der praktischen Anleitung zum Bau von Bomben oder zur Planung und Ausführung eines Amoklaufs. Ein anderer Artikel Khans trug den Titel „Make a Bomb in the Kitchen of Your Mom“ („Baue in Mutters Küche eine Bombe“). Er verfasste auch ein sechzehnseitiges englischsprachiges Handbuch über die Herausforderungen des Lebens während der Ausbildung zum Selbstmordattentäter.
Im Mai 2013 wurde berichtet, dass US-amerikanische Al-Qaida-Sympathisanten Khans Handbücher als Grundlage für den Anschlag auf den Boston-Marathon verwendet haben könnten.

## Tod
Khan wurde bei einem durch die CIA und dem JSOC durchgeführten Drohnenangriff im Gouvernement al-Dschauf im Norden Jemens getötet, als er zusammen mit dem islamistischen Extremisten und Imam Anwar al-Awlaki vom Gouvernement Ma'rib Richtung Norden unterwegs war. Gemäß Aussagen von US-Beamten war al-Awlaki das eigentliche Ziel und Khan lediglich „Kollateralschaden“.

### Reaktionen
Der Rechtsanwalt und Kolumnist Glenn Greenwald kritisierte die Tötung als Verletzung des fünften Zusatzartikels der US-Verfassung, der verbietet, dass jemand ohne rechtsstaatliches Verfahren verurteilt wird.
Einige internationale Rechtsexperten argumentierten jedoch, der Angriff, dem Khan zum Opfer gefallen war, sei rechtens gewesen. Scott Silliman, Professor an der Duke Law School, erklärte, durch Awlakis Aktivitäten hätte er sich selbst zur Zielscheibe gemacht. Amos Guiora, Professor an der University of Utah, argumentierte, dieser Luftangriff scheine die Kriterien Proportionalität, militärische Notwendigkeit und das Fehlen möglicher Alternativen erfüllt zu haben sowie in Übereinstimmung mit dem Recht eines Staates auf aggressive Selbstverteidigung ausgeführt worden zu sein. Dies trotz der unbeabsichtigten Tötung Khans, in dessen Begleitung Awlaki zum Zeitpunkt des Angriffs unterwegs war.
Terrorismusexperte Peter Bergen stellte fest, dass die Tötung Khans als Herausgeber des Inspire-Magazins die AQAP bezüglich der Rekrutierung im Westen vor ein Problem stelle, denn die beiden Personen, die hauptsächlich ein Publikum in der westlichen Welt angesprochen hätten, seien nun tot.
In einer nach Khans Tod veröffentlichten Stellungnahme kritisierte seine Familie die US-Regierung.